# 넥서스 5
넥서스 5(Nexus 5, 코드네임 hammerhead)는 LG전자와 구글이 공동 개발한 안드로이드 스마트폰이다. 넥서스 4의 후속 기종으로, 구글이 판매하고 주문자 상표 부착 생산 파트너가 제작하는 안드로이드 제품군인 구글 넥서스 시리즈의 다섯 번째 스마트폰이다. 넥서스 5는 2013년 10월 31일 미국 샌프란시스코 구글 본사에서 열린 미디어 행사를 통해 공개되었으며, 같은 날 출시 국가의 구글 플레이에서 블랙과 화이트 색상의 온라인 판매를 시작하였다.
넥서스 5의 하드웨어는 스냅드래곤 SoC와 4.95인치 1080p 디스플레이로, LG G2와 비슷하다. 또한, 넥서스 5는 안드로이드 4.4 버전을 적용한 첫번째 기기이다.

## 출시
넥서스 5는 2013년 10월 31일 공개되었으며, 같은 날 구글 플레이 스토어에서 16 GB와 32 GB 기종의 예약 판매를 시작하였다. 발매 당시, 넥서스 5의 미국 가격은 16GB는 349 달러, 32GB는 399 달러였다. 이는 649 달러 정도의 가격을 가진 비슷한 성능의 스마트폰에 비해 훨씬 저렴한 가격이었다.
2015년 3월 11일 기준, 구글 플레이 스토어에서 넥서스 5의 판매를 중단하였다.

## 사양

### 하드웨어

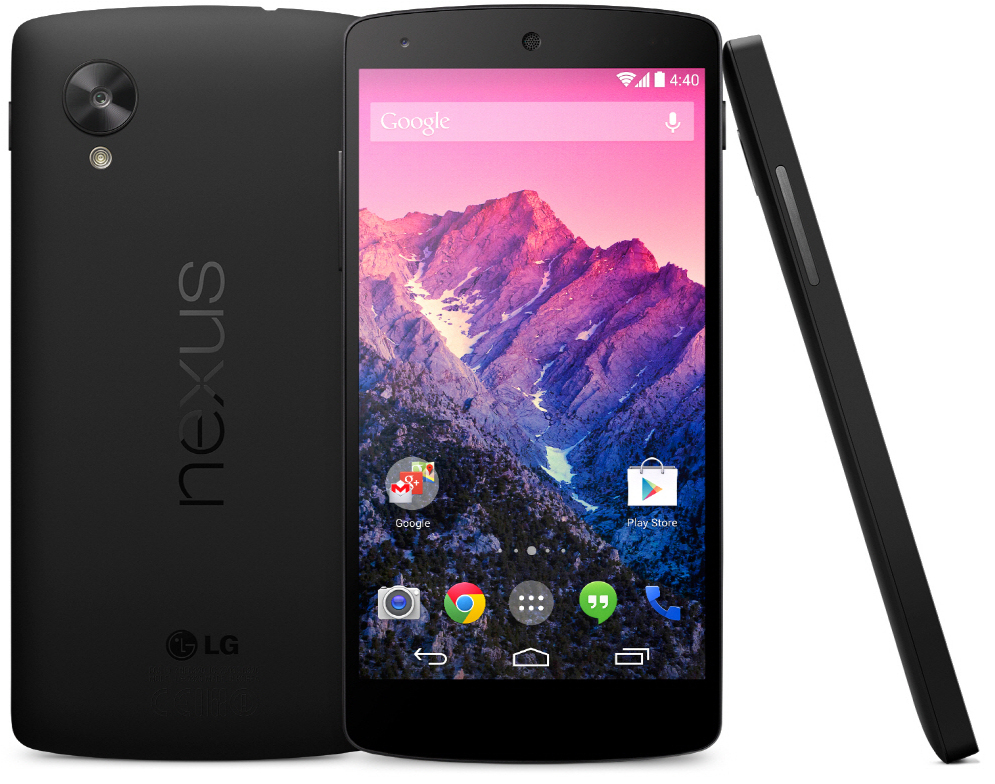
넥서스 5 블랙의 뒷면과 앞면, 옆면.

넥서스 5의 외부는 유리 기반 구조였던 이전 기종과는 다르게 새 넥서스 7과 유사한 폴리카보네이트 플라스틱으로 구성되어 있다. 외부 색상은 블랙, 화이트, 레드, 총 세 가지가 있다. 앞면의 스피커와 옆면, 뒷면이 해당 모델의 색상으로 되어 있으며, 앞면의 베젤 부분은 모든 모델이 검은색이다. 블랙은 뒷면과 옆면 모두 무광의 우레탄이 코팅된 플라스틱이며, 화이트는 뒷면은 무광 플라스틱, 옆면은 유광 플라스틱이다. 레드는 뒷면과 옆면 모두 무광 플라스틱이다.
하드웨어는 LG G2와 유사하며, 2.26 GHz 쿼드코어 스냅드래곤 800 프로세서, 2 GB 램, 16 또는 32 GB 내장 메모리, 2300 mAh 배터리를 가지고 있다. 넥서스 5는 4.95인치 (5인치로 광고) 445 PPI 1080p IPS 디스플레이를 사용하며, 광학식 손떨림 보정(OIS) 기능을 탑재한 8백만 화소 후면 카메라, 그리고 130만 화소의 전면 카메라를 가지고 있다. 넥서스 4에서는 숨겨진 소프트웨어 옵션으로 AWS 밴드 4를 통한 LTE를 비공식적으로 지원했으나, 어떠한 LTE도 정식으로 승인하지 않고 사용할 수도 없었다. 이와 다르게 넥서스 5에서는 사용 가능한 지역에 한해 LTE 네트워크를 지원한다. 넥서스 5는 지원하는 통신 주파수 대역에 따라 북미 내수용 모델(LG-D820)과 나머지 지역을 위한 글로벌 모델(LG-D821)로 나뉜다. - (한국은 D821)
중요한 하드웨어 특성으로 모션 추적 센서인 스텝 디텍터와 스텝 카운터가 추가되었다. 이 센서들은 사용자가 이동 경로에서 걷는 지, 뛰는 지, 계단을 오르는 지의 차이를 애플리케이션에서 쉽게 인식할 수 있도록 도우며, 낮은 전력으로 작동한다. 넥서스 5는 이전 기종과 동일하게 마이크로SD 카드 슬롯이 없으며, 멀티컬러 LED 알림등이 달려 있다. 넥서스 5의 밑 부분에는 스피커 격자 한 쌍이 있는데, 한 격자는 모노 스피커, 다른 하나는 마이크이다.

### 소프트웨어
넥서스 5는 가장 처음으로 안드로이드 4.4 "킷캣"을 적용한 안드로이드 기기이다. 킷캣은 새로워진 인터페이스, 퍼포먼스와 NFC 지원(스마트 카드 기능 등) 개선, 새로운 "HDR+" 카메라 촬영 모드, 기본 인쇄 기능, 화면 녹화 유틸리티, 그 밖에 새롭고 향상된 기능들이 특징이다.
또한, 기기에는 구글 나우 런처가 포함되어 있다. 각 페이지에서 사용자가 빠르게 구글 나우에 접근할 수 있도록 홈 화면을 재설계했으며, 홈 스크린에서 음성 명령으로 음성 검색을 활성화할 수 있다. 구글 나우 런처는 순정 홈 스크린과 다르게 안드로이드 자체의 구성 요소는 아니며, 구글 검색 애플리케이션의 부가 기능이다. 구글 나우 런처는 넥서스 5에만 기본으로 내장되어 있었으며, 안드로이드 4.4로 업데이트한 다른 기기에서는 사용할 수 없었으나, 2014년 2월 26일부터 구글 플레이 스토어를 통해 일부 안드로이드 4.4 기기에서도 사용할 수 있게 되었다. 구글 나우 런처가 포함된 구글 서치 애플리케이션의 정식 출시는 넥서스 5 출시 후 얼마 지나지 않아 이루어졌지만, 런처 자체를 부가 애플리케이션 설치 없이 독립적으로 사용할 수는 없다.
문자 메시지를 지원하게 된 행아웃을 기본 문자 메시지 애플리케이션으로 사용한다.
2013년 12월 6일, 넥서스 5의 안드로이드 4.4.1 업데이트가 시작되었으며, 이 버전에서는 자동 포커스, 화이트 밸런스, HDR+와 기타 카메라 관련 문제들이 개선되었으나, 저조도 촬영 상태에서 다른 카메라 문제가 발생하였다. 또한, 일부 애플리케이션에서 스피커 볼륨이 낮게 출력되는 현상도 수정되었다. 며칠 후인 12월 10일 이루어진 안드로이드 4.4.2 업데이트에서는 더 많은 버그 수정과 보안 개선이 이루어졌다. 2014년 6월 초, 넥서스 5의 안드로이드 4.4.3 업데이트로 다수의 버그가 수정되었으며,
2014년 6월 중순에는 오픈SSL 중간자 취약성을 보완한 안드로이드 4.4.4 업데이트가 이루어졌다.
2014년 6월 26일 열린 구글 I/O 연례 회의 후 넥서스 5의 안드로이드 5.0 "롤리팝" 시스템 이미지의 개발자 프리뷰가 공개되었다. 안드로이드 5.0 "롤리팝"의 공개 버전은 2014년 11월 12일 팩토리 운영체제 이미지 형태로 사용할 수 있게 되었다. 2015년 3월, 넥서스 5의 안드로이드 5.1 "롤리팝" 업데이트가 시작되었으며, 보고된 퍼포먼스 이슈와 다른 유저 인터페이스를 수정하였으나, 일부 카메라 문제가 발생하는 것으로 알려져 있다.
2015년 5월부터 넥서스 5에서 안드로이드 마시멜로의 개발자 프리뷰를 사용할 수 있게 되었다.
공식 안드로이드 펌웨어와 동일하게 사이애노젠모드와 옴니롬 같은 서드파티 빌드 또한 사용할 수 있다.

## 반응
CNET은 넥서스 5 리뷰에서 "별 5개 중 4개"를 주며, 2013년 12월 CNET 100 리더보드에서 최고의 기술 제품으로 선정하였다. CNET은 종합적으로 "강력한 퍼포먼스, 하이엔드 사양, 극단적으로 저렴한 가격"을 장점으로 들어 넥서스 5를 호평하였으며, 단점에 대해서는 "화면이 경쟁 제품에 비해 어두우며, 카메라가 자동 설정 아래에서 버둥거린다"라고 표현하였다. 카메라 문제는 이후 안드로이드 4.4.1로 업데이트하면서 개선되었다.

## 변종
| 모델 넘버 | 지역       | GSM 계열 | CDMA 계열 |
| --------- | ---------- | --- | --- |
| LG-D820   | 북아메리카 | 2G 4중 대역 GSM (850/900 MHz/1.8/1.9 GHz) 2G 진화형 GPRS 114 Kbps 다운로드 EDGE 384 Kbps 다운로드 3G 3중 대역 UMTS (WCDMA) 1.9 Mbps 다운로드/384 Kbps 업로드 (5대역 850/6대역 850/19대역 850/8대역 900 MHz/4대역 1.7/2대역 1.9/1대역 2.1 GHz) 3G 진화형 HSDPA 14.4 Mbps 다운로드/384 Kbps 업로드 HSUPA 14.4 Mbps 다운로드/5.76 Mbps 업로드 HSPA+ 21.1 Mbps 다운로드/5.76 Mbps 업로드 DC-HSPA+ 42.2 Mbps 다운로드 LTE-FDD (17대역 700/26대역 850/5대역 850/19대역 850/8대역 900 MHz/4대역 1.7/2대역 1.9/25대역 1.9/1대역 2.1 GHz) 1중 대역 LTE-TDD 150 Mbps 다운로드/50 Mbps 업로드 (41대역 2.5 GHz) | 2G 3중 대역 CDMA 144 Kbps 다운로드 (0대역 800 MHz/10대역 1.7/1대역 1.9 GHz) 2G 진화형 CDMA2000 1xRTT 3G 3중 대역 CDMA2000 EV-DO 2.4 Mbps 다운로드 (0대역 800 MHz/10대역 1.7/1대역 1.9 GHz) 3G 진화형 EV-DO Rev.a 3.1 Mbps 다운로드/1.8 Mbps 업로드 EV-DO Rev.b 9.3 Mbps 다운로드/5.4 Mbps 업로드 |

## 같이 보기
- 넥서스 7 (2013년)
- 넥서스 6